# Росбанк
Росбанк (Відкрите акціонерне товариство Акціонерний комерційний банк «Росбанк», рос. Открытое акционерное общество Акционерный коммерческий банк «Росбанк») — російський комерційний банк, за підсумками III кварталу 2012 посідає 9 місце в РФ за величиною активів. Штаб-квартира розташована в Москві. Входить до міжнародної фінансової групи Société Générale.

## Історія
У грудні 2008 «Інтеррос» передав 19,99 % акцій в заставу ВТБ під забезпечення отриманих кредитів.
1 липня 2011 завершений процес консолідації російських активів Групи Société Générale, до Росбанку приєднаний інший російський банк цієї групи — «Банк Сосьєте Женераль Схід».
У грудні 2013 ВТБ продав Société Générale майже 10 % акцій Росбанку.
У квітні 2014 Société Générale викупило у «Інтерроса» 7 % акцій Росбанку, що залишилися.
Ринкова капіталізація на 1 липня 2011—126,46 млрд руб. ($4,54 млрд).
29 червня 2022 року, піл час повномасштабного вторгнення російських військ до України, проти банку було введено британські санкції. 1 липня британське Управління з реалізації фінансових санкцій (OFSI) встановило термін у 30 днів для того, щоб завершити всі операції з даним банком.

## Власники
Банк контролюється іноземним капіталом. Основний акціонер — французький банк Société Générale (99,4216 %). Власник банку — російський олігарх Володимир Потанін, станом на 2022 рік — друга людина з статками в РФ.